# Beinwil, Muri
Beinwil (Freiamt) là một đô thị trong huyện Muri thuộc bang Aargau ở Thụy Sĩ. Đô thị Beinwil có diện tích 11,29 km2, dân số thời điểm ngày tháng 12 năm 2006 là 980 người.